# CSS Nashville (1853)
CSS Nashville – amerykański parowiec przemianowany na krążownik służący w siłach morskich Skonfederowanych Stanów Ameryki.
Okręt został zbudowany w 1853 roku w stoczni Greenpoint, dzielnicy Brooklynu. Pomiędzy 1853 a 1861 służył jako okręt żeglugowy na trasie Nowy Jork – Charleston. Po upadku fortu Sumter w 1861 roku okręt został przemianowany na krążownik oraz wszedł do służby marynarki wojennej Konfederatów podczas wojny secesyjnej. 21 października 1861 roku okręt przełamał blokadę marynarki Unii wokół wschodniego wybrzeża USA a następnie przepłynął Atlantyk docierając do angielskiego portu Southampton. CSS „Nashville” był wówczas pierwszym okrętem konfederatów, który dotarł na wody terytorialne Wielkiej Brytanii.
28 lutego 1862 roku okręt powrócił do portu Beaufort w Karolinie Północnej zdobywając nagrodę w wysokości 66 000 dolarów. Wkrótce po dotarciu do USA okręt został przemianowany na łamacz blokad zmieniając swoją nazwę na „Thomas L. Wragg”.
5 listopada 1862 roku okręt został sprzedany jako kaper służący pod nazwą „Rattlesnake”. 28 lutego 1863 roku podczas rejsu na rzece Ogeechee, okręt został dostrzeżony przez monitor floty Unii, USS „Montauk”, po czym otrzymał trafienia z 11 oraz 15 calowego działa „Montauka”. Wkrótce po otrzymaniu trafienia okręt przechylił się na bok i zatonął.